# Brad Harder
Bradlee Harder Arychuk, bekannt als Brad Harder, (* 7. März 1985 in Alberta) ist ein kanadischer Schauspieler.

## Persönliches
Harder wuchs im ländlichen Gebiet der kanadischen Provinz Alberta in einer Bauerngemeinschaft auf. Seine Eltern und erweiterte Verwandten sind Mennoniten. Mit 18 zog er in die Provinzhauptstadt Edmonton und begann dort eine Karriere als Model und in der Werbung.
Harder lebt mit seinem Mann, den er 2018 heiratete, in Vancouver. Durch Leihmutterschaft haben sie zwei Kinder.

## Karriere
Harder begann ab 2009 in Filmen und Fernsehserien in Episodenrollen aufzutreten. Seit 2015 spielt er im Hallmark Channel eine wiederkehrende Rolle als Polizist in der Filmreihe zu den Aurora Teagarden-Romanen von Charlaine Harris.
In dem Hallmark-Weihnachtsfilm The Christmas House, der erste Film des Senders mit einem schwulen Paar unter den Hauptfiguren, verkörpert er dieses zusammen mit Jonathan Bennett.

## Filmografie
- 2009: Rise ’n Shine Og (Fernsehserie, 1 Episode)
- 2009: A Christmas Miracle
- 2010: Untold Stories of the E.R. (Dokuserie, 2 Episoden)
- 2013: Zombie (Kurzfilm)
- 2013: Supernatural (Fernsehserie, 1 Episode)
- 2013: Kimchi Fried Dumplings (Kurzfilm)
- 2013: Finding Mr. Right (Běijīng yùshàng Xiyǎtú)
- 2013: Jatt & Juliet 2
- 2013: I of the Storm
- 2014: Almost Human (Fernsehserie, 1 Episode)
- 2014: Fifty Shades of Grace (Kurzfilm)
- 2014: Rogue (Fernsehserie, 1 Episode)
- seit 2015: Aurora Teagarden Mysteries (Filmreihe, 11 Filme)
- 2016: Girlfriends’ Guide to Divorce (Fernsehserie, 1 Episode)
- 2016: No Tomorrow (Fernsehserie, 1 Episode)
- 2017: Legends of Tomorrow (Fernsehserie, 1 Episode)
- 2017: The Magicians (Fernsehserie, 2 Episoden)
- 2017: Wisdom of the Crowd (Fernsehserie, 1 Episode)
- 2018: Fifty Shades of Grey – Befreite Lust (Fifty Shades Freed)
- 2018: UnREAL (Fernsehserie, 1 Episode)
- 2019: The Twilight Zone (Fernsehserie, 1 Episode)
- 2020: Love at Sunset Terrace (Fernsehfilm)
- 2020: The Christmas House (Fernsehfilm)
- 2021: The Christmas House 2: Deck Those Halls (Fernsehfilm)
- 2022: Cut, Color, Murder (Fernsehfilm)
- 2022: Haunted by Murder (Fernsehfilm)
- 2023: Cruel Summer (Fernsehserie, 1 Episode)
- 2023: Ms. Match (Fernsehfilm)
- 2023: Virgin River (Fernsehserie, 1 Episode)
- 2023: Just Like a Christmas Movie (Fernsehfilm)
- 2024: Prey for the Bride (Fernsehfilm)
- 2024: Living With My Mother’s Killer (Fernsehfilm)
- 2024: A Stranger’s Child
- 2024: Yoga Teacher Killer: The Kaitlin Armstrong Story (Fernsehfilm)
- 2024: Jingle Bell Run (Fernsehfilm)

## Nominierung
- Leo Awards 2022: Bester männlicher Nebendarsteller in einem Fernsehfilm